# Money, Explained
Money, Explained est une série documentaire sortie en 2021. La série de 5 épisodes, une série dérivée de En bref (Explained), et narrée par Tiffany Haddish, Jane Lynch, Edie Falco, Bobby Cannavale et Marcia Gay Harden. La série a été produite par Vox Media et diffusée le 11 mai 2021 sur Netflix,.

## Épisodes
| № | Titre                                                    | Narration         | Première diffusion |
| - | -------------------------------------------------------- | ----------------- | ------------------ |
| 1 | Devenir millionnaire en quelques jours (Get Ritch Quick) | Tiffany Haddish   | 11 mai 2021        |
| 2 | Les cartes de crédit (Credit Cards)                      | Jane Lynch        | 11 mai 2021        |
| 3 | Les prêts étudiants (Student Loans)                      | Edie Falco        | 11 mai 2021        |
| 4 | Le jeu (Gambling)                                        | Bobby Cannavale   | 11 mai 2021        |
| 5 | La retraite (Retirement)                                 | Marcia Gay Harden | 11 mai 2021        |